# Kendalsari (Kemalang)
Kendalsari is een bestuurslaag in het regentschap Klaten van de provincie Midden-Java, Indonesië. Kendalsari telt 3845 inwoners (volkstelling 2010).